# Здание духовной академии (Казань)
Здание духовной академии — здание Казанской духовной академии.

## История
25 мая 1842 года состоялось Синодальное предположение об учреждении в Казани духовной академии на 60 воспитанников, а 30 июня 1842 года последовал Высочайший именной указ об учреждении в Казани духовной академии. Чтение лекций в ней началось 9 ноября 1842 года.
Для помещения академии предполагалось снять в аренду дом Теренина на углу Петропавловской улицы и Петропавловского переулка (ныне угол улиц М. Джалиля и Рахматуллина). Но случившийся 24 августа 1842 года пожар уничтожил дом и многие вещи, заготовленные к приему академических студентов. Так как оказалось сложно в короткие сроки найти для академии новое помещение, архиепископ Владимир предложил отложить открытие академии на четыре года, пока не будет построено новое здание. Но Святейший Синод решил не откладывать работу академии и временно разместить её в Спасо-Преображенском монастыре; квартиры ректора и части преподавателей были устроены в архиерейском доме Казанского кремля. Здесь и начали обучение тридцать студентов первого курса.
Летом 1844 года для размещения академии сняли большой дом Мельниковых на углу Проломной и Гостинодворской улиц, где свободно разместились шестьдесят студентов и была устроена домовая церковь. На этом месте Казанская духовная академия находилась четыре года, пока сооружалось новое здание на Арском поле, в которое она перешла в 1848 году. 8 ноября 1848 года была освящена академическая домовая церковь во имя архистратига Михаила.
Торжественная закладка главного корпуса была торжественно совершена 8 мая 1845 года. Автором его проекта (здание в стиле позднего классицизма) был академик Императорской Академии художеств А. И. Песке, в то время городской архитектор Казани. Вместе с главным корпусом были построены два каменных двухэтажных флигеля для квартир наставников академии, баня и холодные постройки, а также выложена каменная стена вокруг всего земельного участка. На территории академии был разбит сад, построены деревянный корпус больницы, дома с квартирами служителей. В 1887—1890 годах к главному корпусу с двух сторон были сделаны трехэтажные пристрои. Чуть позднее появились пристрои и к флигелям.
В августе 1917 года Казанская духовная академия была выселена Временным правительством России из здания на Арском поле и в нём разместились эвакуированный из Пскова кадетский корпус, а также военный госпиталь. В 1917—1918 годах занятия с воспитанниками академии продолжались в других помещениях, в основном в здании духовной семинарии.
В 1921 году Казанская духовная академия была закрыта. В настоящее время академия возрождается и в качестве возможных мест её размещения рассматривается историческое здание Казанской духовной академии. Сейчас же в этом доме находится городская клиническая больница № 6.